# Vehículo de motor

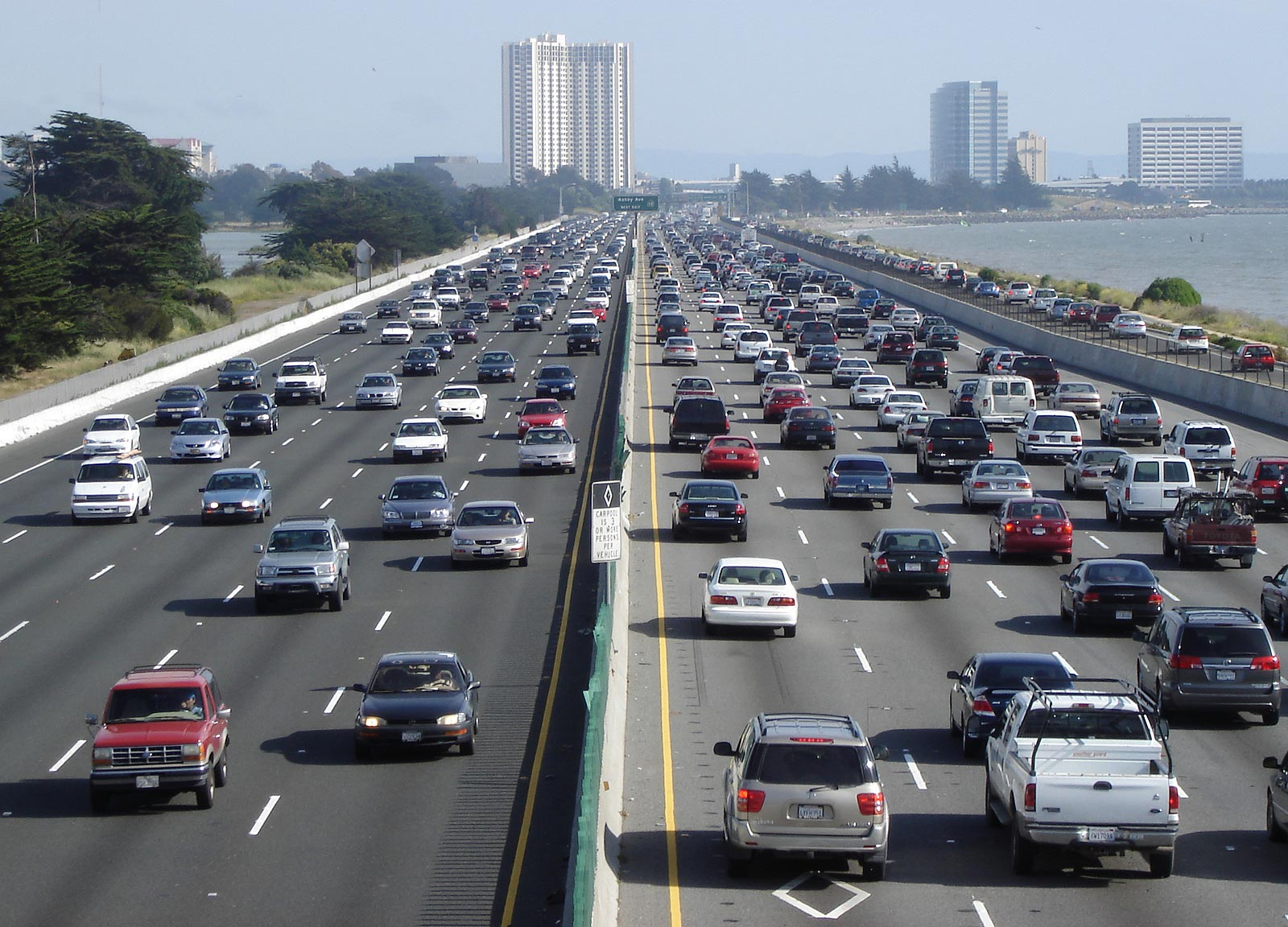
En los Estados Unidos hay 250 millones de vehículos con motor

Un vehículo de motor o vehículo a motor es un vehículo de categoría M o N de carretera (un automóvil) autopropulsado, normalmente con cuatro ruedas, que no va sobre raíles, como lo hacen los trenes o los tranvías. La propulsión del vehículo la proporciona un motor, normalmente un motor de combustión interna o un motor eléctrico, o una combinación de ambos, como en los vehículos híbridos eléctricos y los eléctricos enchufables. Con finalidades legales, acostumbran a disponer de una matrícula que los identifica. Generalmente las sillas de ruedas autopropulsadas para uso de discapacitados están excluidas legalmente del concepto de vehículo con motor.
En el año 2010 en todo el mundo había más de mil millones de vehículos con motor en uso, de los que se excluyen los vehículos todo terreno y camiones y de construcción pesada. La propiedad media en el mundo de vehículos por habitante en 2010 se situó en 148 vehículos en funcionamiento por cada 1000 personas. La propiedad de vehículos per cápita en los EE. UU es la más alta del mundo con 769 vehículos en funcionamiento por cada 1000 personas. La República Popular China tiene la segunda flota más grande del mundo, con un poco más de 78 millones de vehículos y en 2009 se convirtió en el mayor mercado de coches nuevos del mundo. En 2011 se construyeron un total de 80 millones de automóviles y vehículos comerciales, liderados por China, con 18.4 millones de vehículos fabricados.
Esta tabla resume la evolución del registro de vehículos con motor en el mundo desde 1960 hasta 2012:
| Tendencia histórica de registro mundial de vehículos con motor 1960-2012 (miles)                                                                                 | Tendencia histórica de registro mundial de vehículos con motor 1960-2012 (miles) | Tendencia histórica de registro mundial de vehículos con motor 1960-2012 (miles) | Tendencia histórica de registro mundial de vehículos con motor 1960-2012 (miles) | Tendencia histórica de registro mundial de vehículos con motor 1960-2012 (miles) | Tendencia histórica de registro mundial de vehículos con motor 1960-2012 (miles) | Tendencia histórica de registro mundial de vehículos con motor 1960-2012 (miles) | Tendencia histórica de registro mundial de vehículos con motor 1960-2012 (miles) | Tendencia histórica de registro mundial de vehículos con motor 1960-2012 (miles) | Tendencia histórica de registro mundial de vehículos con motor 1960-2012 (miles) |
| Tipo de vehículo | 1960                                                                             | 1970                                                                             | 1980                                                                             | 1990                                                                             | 2000                                                                             | 2005                                                                             | 2009                                                                             | 2010                                                                             | 2012                                                                             |
| --- | -------------------------------------------------------------------------------- | -------------------------------------------------------------------------------- | -------------------------------------------------------------------------------- | -------------------------------------------------------------------------------- | -------------------------------------------------------------------------------- | -------------------------------------------------------------------------------- | -------------------------------------------------------------------------------- | -------------------------------------------------------------------------------- | -------------------------------------------------------------------------------- |
| Registros de coches(1) | 98,305                                                                           | 193,479                                                                          | 320,390                                                                          | 444,900                                                                          | 548,558                                                                          | 617,914                                                                          | 684,570                                                                          | 723,567                                                                          | 773,323                                                                          |
| Registros de camiones y autocares | 28,583                                                                           | 52,899                                                                           | 90,592                                                                           | 138,082                                                                          | 203,272                                                                          | 245,798                                                                          | 295,115                                                                          | 309,395                                                                          | 341,235                                                                          |
| Total mundial | 126,888                                                                          | 246,378                                                                          | 410,982                                                                          | 582,982                                                                          | 751,830                                                                          | 863,712                                                                          | 979,685                                                                          | 1,032,962                                                                        | 1,114,558                                                                        |
| Note (1) El registro de coches no incluye Uno.S. light trucks (SUVs, minivan y pickups) usados para viajes personales. Estos vehículos se cuentan como camiones. |                                                                                  |                                                                                  |                                                                                  |                                                                                  |                                                                                  |                                                                                  |                                                                                  |                                                                                  |                                                                                  |

## Definición
En la definición de la Convención sobre la circulación vial de Viena del 8 de noviembre de 1968 (mismo año que la Convención de Viena sobre Señalización Vial):
"o) Por “vehículo de motor” se entiende todo vehículo provisto de un motor de propulsión y que circule por una vía por sus propios medios, excepto los ciclomotores en el territorio de las Partes Contratantes que no los hayan asimilado a las motocicletas y los vehículos que se desplacen sobre rieles" — Convención sobre la circulación vial. Viena, 8 de noviembre de 1968